# Robert Lowden
Robert (Bob) William Lowden (Camden, 23 juli 1920 – Medford, 30 oktober 1998) was een Amerikaans componist, muziekpedagoog, dirigent, arrangeur en trombonist.

## Levensloop
Lowden speelde trompet en trombone in het harmonieorkest en het orkest van de Camden High School. Hij studeerde muziek aan het College of South Jersey. Zijn studie werd onderbroken gedurende de Tweede Wereldoorlog en hij deed dienst als trombonist in de Militaire muziekkapel van de 322e United States Army in Fort Dix. Na de oorlog studeerde hij verder aan de Temple University in Philadelphia. 
Vervolgens werkte hij als trainer en instructeur voor harmonieorkesten en als muziekleraar in openbare scholen in Camden (New Jersey). Verder was hij arrangeur en trombonist zowel van het Johnny Austin Orchestra als van de Oscar Dumont Band, die toen beide optredens verzorgden in de Sunset Beach Ballroom in Almonesson (New Jersey). Naast Gerry Mulligan arrangeerde hij ook voor de bigband van Claude Thornhill en voor Oscar Dumont. Van 1958 tot 1968 werkte hij als componist/arrangeur voor het 101 Strings Orchestra dat in deze periode 150 albums met populaire muziek op hun naam had staan, onder anderen ook de titels Happy Hobo en My Valley van Lowden. Later werkte hij als hoofdarrangeur voor de Pennsy(lvania) Pops en ook voor de Ocean City Pops. 
Als componist schreef hij vele werken voor harmonieorkest, bigband en jazzensembles. 

## Composities

### Werken voor harmonieorkest
- 1968 Hollybush, concertmars
- 1973 Land of the Brave
- 1973 The Jazz/Rock Explosion
- 1974 Revelation
- 1977 Disco-Tech
- 1980 Gotta Disco
- 1981 Armed Force Salut
- 1981 Beautiful Music
- 1981 Homecoming
- 1981 Rock Island Express
- 1982 Classics, Classics, Classics
- 1983 Blues Roar
- 1983 Nashville Celebration
- 1983 Silver Bells
- 1985 Bristol Mountain Overture
- 1985 Stratford Cove
- 1985 The Court Jester
- 1986 Big Band Showcase
- 1986 Children of the World
- 1986 New Orleans Jam Session
- 1986 Skunk Creek Holler
- 1986 Soft Shoe Rag
- 1986 The World's Fair Overture
- 1987 Bossa Festival
- 1987 Eastwind, mars
- 1987 Frontier Festival
- 1988 Regalia
- 1989 Catalina Cove
- 1990 The Final Frontier
- A Christmas Tradition
- American Folk Song Suite
- Big Band Bash
- Big Band Favorites
- Big Bands in Concert
- Bob's Bossa
- Cardinal Ridge Overture
- Cascade
- Chartbusters
- Country Hits in Concert
- Crystal March
- Eye Level
- March
- March of the Unicorns
- March Victorious
- New Centurions
- Ode to Joy
- Penguins on Parade
- Rainy Day Samba
- Rickety-Rockety
- Royal Rock
- "Simple Gifts A Rockin'"
- Solid Rock
- Time Piece
- Toast to the Ladies
- TV's Super Hits
- Woody Herman in Concert

### Werken voor jazzensemble
- 1969 Bob's Folly
- 1969 Dominova
- 1969 Nancy's Dream
- 1970 5=4=3
- 1970 B. J.'s Thing
- 1971 Five for Five
- 1971 Love Bug
- 1971 Surf's Up
- 1972 Collage
- 1972 Goldfrost
- 1974 Precious Cargo
- 1974 Revelation
- 1975 Flying Trapeze
- 1975 Gumdrops for Two
- 1975 Little Suite
- 1975 Rock Rondo
- 1976 Buzzy's Delight
- 1976 Curlicue
- 1976 First Class
- 1976 The Bionic Elephant
- 1977 A Bit Of
- 1977 Kinda Groovy
- 1977 Lotsa Bossa
- 1977 Samba Pacifica
- 1978 A Little Reverb
- 1978 Candleglow
- 1978 Rocklet Eclair
- 1978 Slightly Saxy
- 1978 The Wile of a Smile
- 1979 Disco Wars
- 1979 "Easy Goin'"
- 1979 For Chuck
- 1979 Old Bill
- 1980 Eureka!
- 1980 Extra Smileage
- 1980 Five'll Getcha
- 1980 Hang Ten
- 1980 Just the Right Note
- 1980 Night Lights
- 1980 Pick-Me-Up
- 1980 The Essence of Beauty
- 1981 Golden Odyssey
- 1981 Nothing But Happiness
- 1981 Punctuate
- 1981 Switch About
- 1981 That Old Dixie Feeling
- 1982 Four Wheel Fever
- 1982 Gentle Blue
- 1982 Just A Perfect 10
- 1982 San Sebastian
- 1982 Windsong
- 1982 Winner's Pick
- 1983 Asleep in Class
- 1983 Dr. 'J' For President
- 1983 Honeydew
- 1983 Samba Samba
- 1983 Sham Rock
- 1983 Shout It Out
- 1984 "Cool Runnin'"
- 1984 Count the Chips
- 1984 Don't Knock My Socks
- 1984 First Flight Up
- 1984 Samba La Bamba
- 1984 Sugarloaf
- 1984 The Sun Still Shines
- 1985 Just Cuddles
- 1985 Late Bloomer
- 1985 Lip Service, Inc.
- 1985 Samba Domingo
- 1986 All Four One
- 1986 Me and Pedro
- 1986 San Carlos
- 1987 Catalina Caprice
- 1988 Starting Point
- 1988 Video Games
- 1989 Moonrock
- 1989 Twice As Nice
- 1989 Thoughts of You